# David Bulley
David Mark Bulley (ur. 6 kwietnia 1993) – brytyjski wokalista i autor tekstów.

## Życiorys
Zaczynał na YouTube. Swój pierwszy cover wstawił na początku 2011 do piosenki Katy Perry „Firework”.
Jego pierwsze wydawnictwo: EP-ka A Thousand Bonfires weszła do TOP 20 najlepiej sprzedających się singli iTunes. Latem 2015 roku David zagrał trasę koncertową na Wyspach Brytyjskich, promującą mający ukazać się pierwszy album artysty zatytułowany David Mark Bulley.
W lipcu 2015 David wraz ze swoim przyjacielem odwiedził 6 polskich miast. Podczas Poland Meet Up Tour poznał polskich fanów oraz osoby które go wspierają. Tego samego miesiąca podpisał umowę z polskim MonseArt Music Management.
Pod koniec listopada dołączył do Young Stars On Tour gdzie brał udział w koncertach jako jeden z artystów. Wziął również udział w kolejnej edycji tej samej trasy w marcu 2016 roku.
W czerwcu zagrał dwa koncerty w Polsce w ramach trasy 'We Will Be Lions'. Zawitał wtedy w Warszawie i Katowicach.
W lipcu uczestniczył w Young Stars Camp razem z innymi artystami oraz fanami.
W sierpniu 2016 zagrał pierwszy koncert na arenie jako artysta Young Stars Festival. Wydarzenie odbyło się na Warszawskim Torwarze.
Na początku stycznia 2017 spędził weekend w Warszawie. W sobotę 14, wspomógł fundację WOŚP, natomiast dnia następnego zagrał prywatny koncert dla 30 zaproszonych fanów.
W pierwszą niedzielę stycznia założył nowy kanał na YouTube „somethingaboutdavid” aby fani i nie tylko mogli się o nim czegoś dowiedzieć

## Dyskografia

### EP[2]
| Tytuł               | Rok  | Utwory              |
| ------------------- | ---- | ------------------- |
| A Thousand Bonfires | 2014 | Tell Me It’s Over   |
| A Thousand Bonfires | 2014 | Antidote            |
| A Thousand Bonfires | 2014 | One Last Time       |
| A Thousand Bonfires | 2014 | A Thousand Bonfires |
| A Thousand Bonfires | 2014 | My Second Home      |

### Teledyski
| Tytuł               | Rok  |
| ------------------- | ---- |
| A Thousand Bonfires | 2014 |
| Tell Me It’s Over   | 2015 |
| Lions               | 2016 |

### Single
| Tytuł                     | Rok  |
| ------------------------- | ---- |
| Lions                     | 2015 |
| the calm before the storm | 2019 |
| Don't walk away           | 2019 |
| Cloud9                    | 2019 |

## Trasa

### Poland Meets Up Tour
lipiec 2015
Warszawa, Lublin, Kraków, Łódź, Katowice, Poznań

### Young Stars on Tour
listopad 2015
Poznań, Wrocław, Kraków, Warszawa
marzec 2016
Rzeszów, Katowice, Łódź, Gdańsk, Szczecin

### We Will Be Lions Tour
czerwiec 2016
Warszawa, Katowice

### Where Do We Go From Here
maj 2017
Warszawa